# Dharmadeva
Prins Somdetch Brhat Chao Maha Uparaja Dharmadeva Budhisada Katingnaraja beter bekend onder de naam Dharmadeva (Tammatevo Pudisatkhattinarat) was een zoon van de 1e koning van het koninkrijk Champassak Soi Sisamut. Hij werd benoemd tot onderkoning door zijn broer koning Sainyakuman. In 1758 had hij een argument met zijn broer en besloot hij tot een samenzwering met Sritat, de zoon van de gouverneur van Khong Charn Huat. Aan het hoofd van een leger marcheerde hij naar Champassak, maar zijn broer weigerde te vechten en vluchtte naar Don Moddaeng vlak bij het hedendaagse Ubon Ratchathani. Prins Dharmadeva volgde zijn broer, vastbesloten om hem uit het koninkrijk te verdrijven. Op het laatste moment kwam hun moeder tussenbeide en verzoende de beide broers weer met elkaar. Prins Dharmadeva stierf aan een ziekte in 1768.
Hij had voor zover bekend vier zonen en een dochter:
- Prins (Chao) Unga (O), hij was gouverneur van Attopeu in zuid Laos. Hij werd vermoord in Attopeu in opdracht van de koning van Siam. Voor zover bekend had hij drie zonen:
  - Prins (Chao) Naraksha (Nak), hij werd de prins van Champassak in 1840
  - Prins (Chao) Huy, hij werd de prins van Champassak in 1826
  - Prins (Chao) Suriya Bhunga (Su Bong)
- Prins (Chao) Indra (In), voor zover bekend had hij een zoon:
  - Prins (Chao) Suriya (Sura), voor zover bekend had hij twee zonen:
    - Prins (Chao) Nukama (No Kham), werd benoemd tot heerser van Ubon Ratchathani
    - Prins (Chao) Bhanya (Phan)
- Prins (Chao) Dharmakirtikaya (Thammathika). Hij leidde een opstand tegen koning Pham Ma Noi maar werd verslagen en vluchtte de jungle in in 1817. Hij werd gevangen en verbannen naar Bangkok
- Prins (Chao) Kamasukra (Kam Suk)
- Prinses (Chao Nang) Tulini (Tui), zij trouwde in 1779 met Thao Gamapunga (Kham Phong). Ze had voor zover bekend twee zonen en vier dochters.